# Ocularia grisea
Ocularia grisea là một loài bọ cánh cứng trong họ Cerambycidae.